# 羽葉

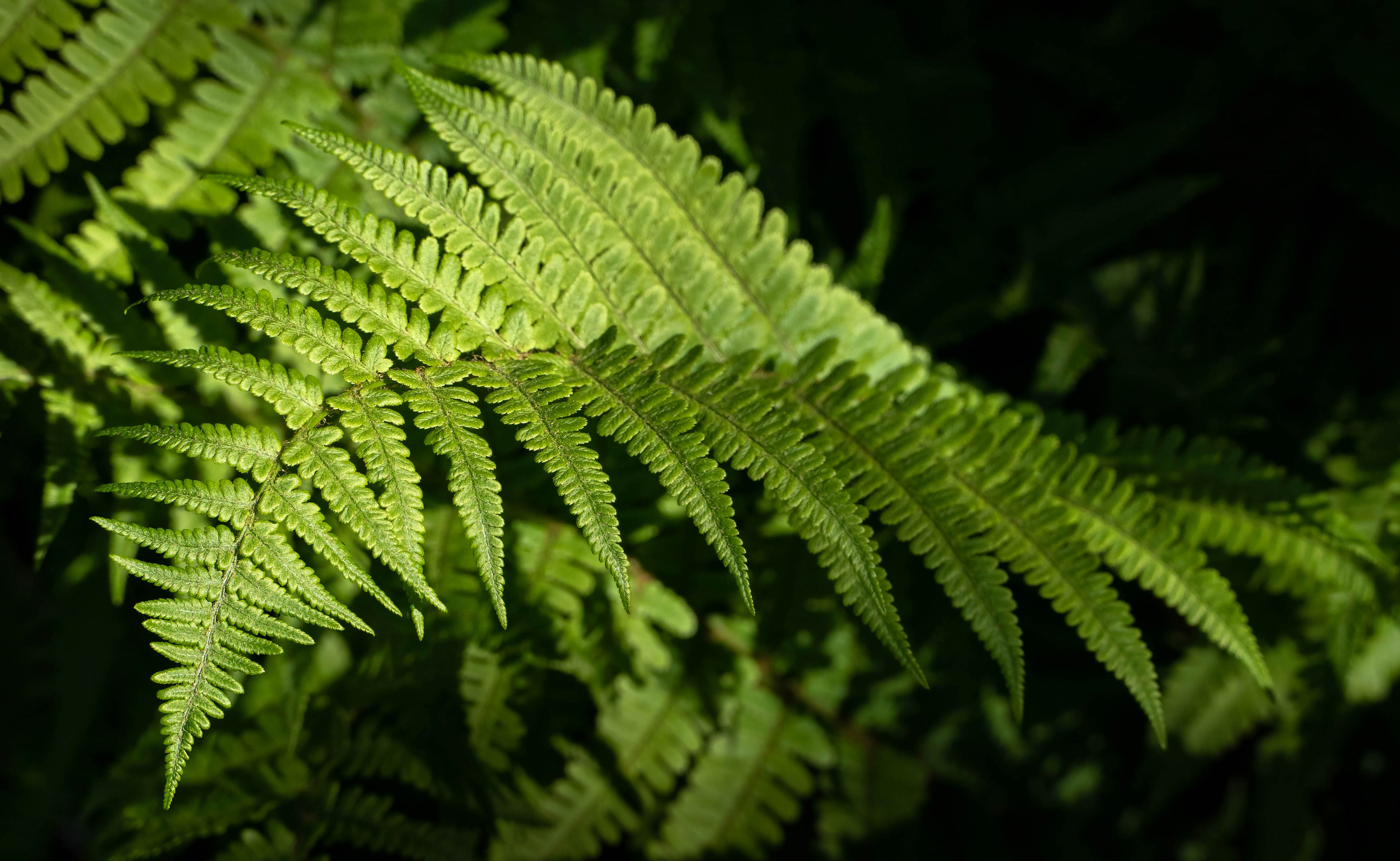
セイヨウメシダ の羽葉

羽葉（うよう、英: frond）は、シダ状の形態をした葉（大葉）である。現生の薄嚢シダ類やリュウビンタイ類のほかに、化石シダ類や、前裸子植物として知られる群も羽葉を持つ。大葉シダ植物の持つ羽葉の基本的な形態は背腹性をもち、平面的である。
frond は単に葉と訳されることが多かったが、ほかの葉と区別するために2017年、西田治文によって提唱された訳語である。原シダ類（古生シダ類・コエノプテリス類）についても、茎に規則的に配列され、真正シダ類の羽葉と相同であると思われる構造は羽葉と呼ばれる。

## 各部の名称

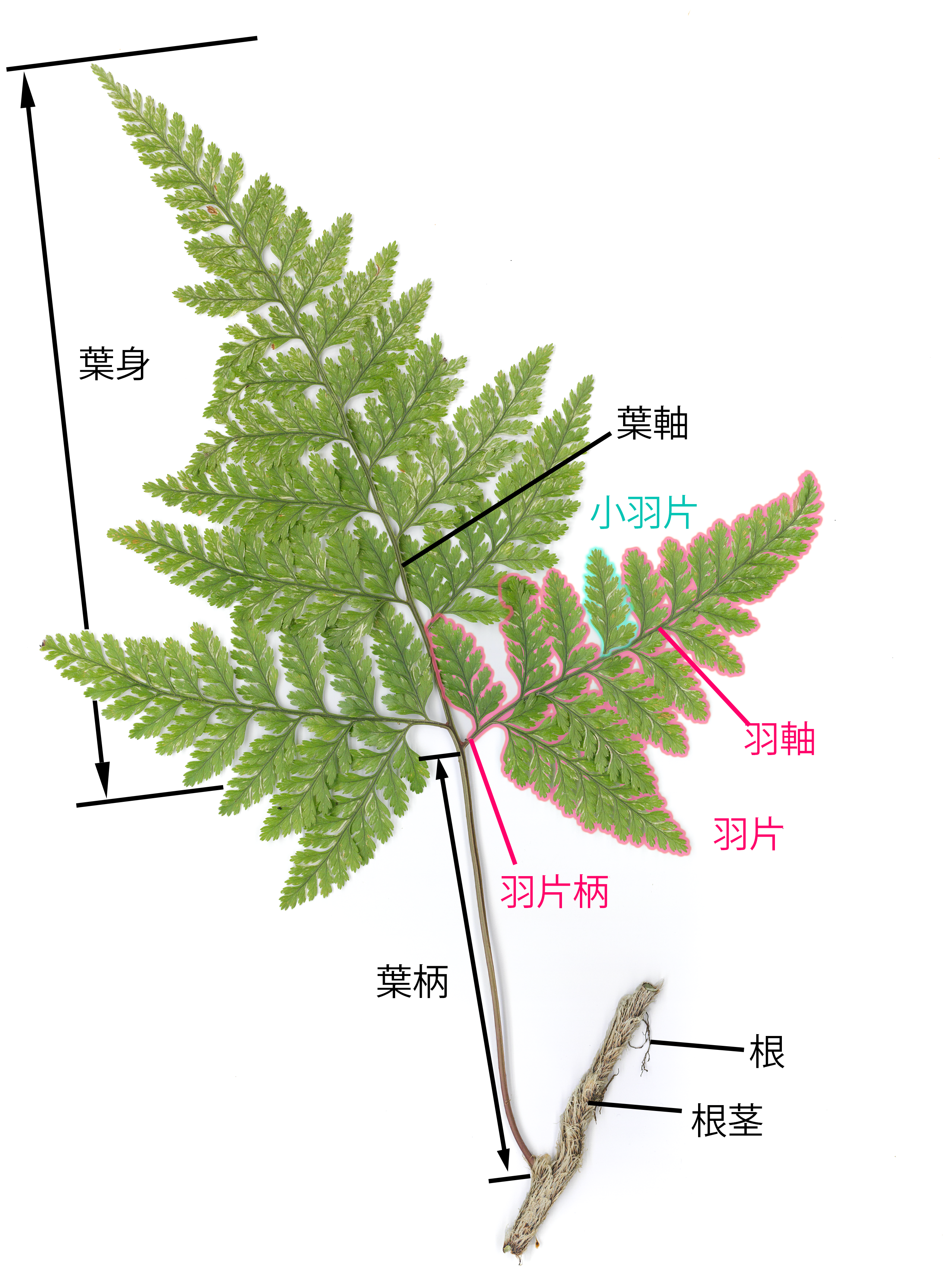
トキワシノブ の葉の各部の名称。3-4回羽状複葉で、葉身の分岐は内先分岐である。赤色で囲んだ羽片は特に「最下羽片」と呼ばれる。

シダ類の羽葉は非常に多様な大きさと形をしているが、通常は大きく、細かく分岐している。羽葉の主軸は葉軸（ようじく、rachis、または中軸）と呼ばれる。そしてその分裂によりできた面は羽片（うへん、pinna, pl. pinnae）と呼ばれる。葉端の羽片を頂羽片（ちょううへん、terminal pinna）、それ以外を側羽片（そくうへん、lateral pinna）と呼ぶ。そして、羽片の分裂した面を小羽片（しょううへん、pinnule、または小葉、leaflet）と呼ぶ。小羽片はさらに切れ込んで分かれる場合、もとの小羽片を一次小羽片、それが分裂してできた小羽片を分裂の回数に応じて二次小羽片、三次小羽片と呼ぶ。これ以上分裂しない最小の単位を裂片（特に最終裂片や終裂片とも）と呼ぶ。
葉軸の基部で、最も下部の羽片から葉の付く根茎までの区間を葉柄（ようへい、stipe, petiole）と呼ぶ。葉柄を除く部分は葉身（ようしん、lamina, blade）と呼ばれる。多数回羽状複葉の場合、羽片は切れ込み小羽片が分かれるが、小羽片がつく軸を羽軸（うじく、pinna rachis）、葉柄に当たる部分を羽片の柄（pinna stalk）と呼ぶ。さらに分かれた小羽片を持たない場合、羽片や小羽片の中央を通る軸を中肋（ちゅうろく、（羽片では）costa、（小羽片では）costule）と呼ぶ。
葉脈が葉面に描き出す模様は脈理と呼ばれる。枝分かれして結び目を作らない葉脈を遊離脈（ゆうりみゃく、free veins）といい、二又分枝と羽状分枝の遊離脈がある。対し、葉脈が様々な程度で結合するものを網状脈（もうじょうみゃく、anastomosing veins, reticulate veins、または結合脈）と呼ぶ。遊離脈は大葉シダ植物に普通に見られ、原始的な段階であると言われる。網状脈には遊離小脈をもつものと、もたないものがある。
脈理や羽片のつく順番において、上の方が先の場合、内先分岐（うちさきぶんき、anadromous、または 上先分岐）、下の方が先の場合、外先分岐（そとさきぶんき、catadromous、または 下先分岐）と表現される。カナワラビ属 Arachniodes では羽片に小羽片がつく場合、最下の小羽片は内先分岐であるが、オシダ属 Dryopteris では、原則として羽片に付く最下小羽片は外先側である。

### 毛状突起
葉には毛や鱗片など葉の表皮細胞由来の突起物がつき、これを総称して毛状突起（trichome、またはトライコーム）と呼ぶ。種によりその形態はさまざまであるが、発生過程は研究されていない。細胞列が1列のものを毛と呼び、1列に並んだ複数の細胞からなる多細胞毛と1つの細胞のみで構成される単細胞毛がある。ヒメシダ科やウラボシ科に見られる星状毛、腺毛などが含まれる。細胞が2列以上あるものは鱗片（りんぺん、ramentum, scale）と呼ばれる。

## 進化
小葉植物のもつ小葉 (microphyll) に対し、羽葉を含む大葉植物の葉は一般的に大葉（だいよう、macrophyll）と呼ばれる。
大葉植物の系統中で、大葉は多数回起源であり、各群で独立に獲得されたものである。1つの腋芽とセットとなって1つの単位を形成し、成長と組織形成が求基的に進む広葉樹（被子植物）の葉と異なり、大葉シダ植物の羽葉ではワラビ巻きから生じて求頂的に成長する。また、左右相称で背腹性を持ち、葉軸の維管束が上面に向かって開き、葉身があって様々な程度に癒合する。羽葉は根茎から分岐し、原生中心柱以外の中心柱を持つものでは葉隙が形成される。羽葉では被子植物の葉に比べ、複葉の葉形変化が顕著である。また、大葉シダ植物の羽葉は成長途中では先端にレンズ型の頂端幹細胞を持ち、葉縁に幹細胞を持つ周縁分裂組織が形成される。特にウラジロ科のウラジロやコシダ、カニクサ科のカニクサ、コバノイシカグマ科のワラビやユノミネシダなどでは数年に亘って先端幹細胞が分裂を続け、葉の先端部分が無限成長して羽片を作り続けることから、種子植物より茎的な性質を保持している。

### 分類群

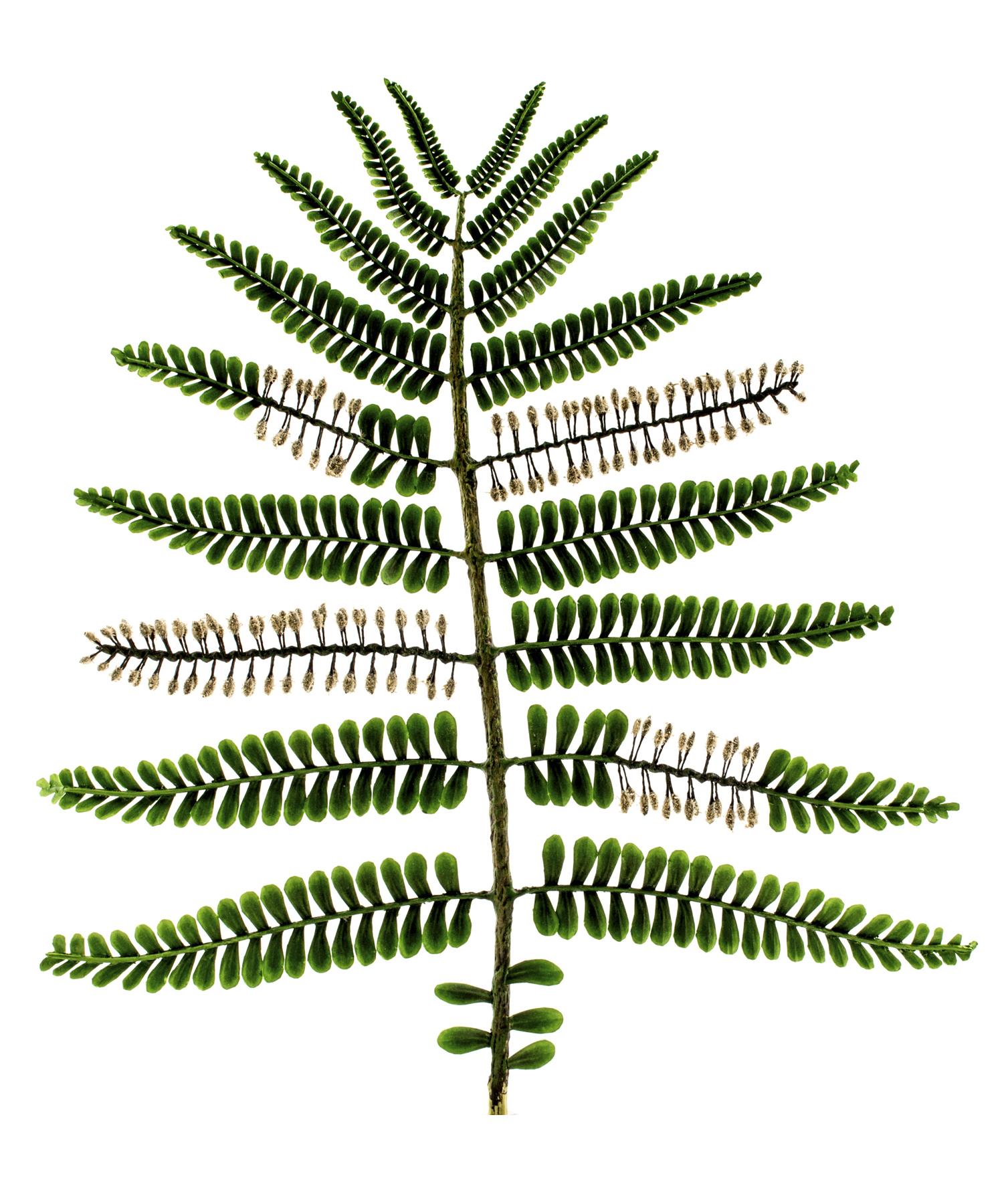
アルカエオプテリス の葉の復元図。

羽葉を持つ分類群は化石植物を含めると、†ラコフィトン類 Rhacophytales、†ジゴプテリス類 Zygopteridales（コエノプテリス類）、ハナヤスリ類 Ophioglossales、リュウビンタイ類 Marattiales、†ボトリオプテリス類 Botryopteridaceae（薄嚢シダ類）、†プサリクソクラエナ類 Psalixochlaenaceae（薄嚢シダ類）、現生薄嚢シダ類 Polypodiidae、†前裸子植物 Protogymnospermopsida、†エルキンシア属 Elkinsia（シダ種子類）、†メズロサ類 Medulossales などである。このうち、多くの群では側枝が左右対称性を持ち、背腹性、扁平化、癒合がみられる。しかし、ラコフィトン類とジゴプテリス類では背腹性を持たず、ラコフィトン類では癒合が見られないものもある。また、アネウロフィトン Aneurophyton やアルカエオプテリス Archaeopteris といった前裸子植物では側枝が放射対称に付き背腹性を持たない上、アネウロフィトンでは扁平化や癒合も見られない。前裸子植物のアルカエオプテリスや種子植物のエルキンシアの中には癒合が見られないものもある。
羽葉を持つ現生シダ類の科はジュラ紀以降に出現、多様化した。石炭紀の祖先群が作り出した様々な羽葉の中から、様々な変化や自然選択ののちに現生の系統のもつ形態に至っている。コエノプテリス類のスタウロプテリス科とジゴプテリス科は茎と羽葉の分化が不完全で、この軸的性質を持つ羽葉を葉態枝（ようたいし、phyllophore）と呼ぶ。葉態枝の葉柄に当たる部分の維管束は放射相称が普通で、先端に分枝が進んだ羽軸や小羽軸に相当する部分で背腹性が生じる。コエノプテリス類やテデレア科（薄嚢シダ類）では、葉軸の基部に線状の軸が様々な程度に癒合したアフレビア (aphlebia) と呼ばれる小器官が形成される。現生のウラジロ類 Gleichenia やユノミネシダ属 Histiopteris の葉軸基部にも類似した構造が見られる。
アルカエオプテリス Archaeopteris （形態属）の羽葉はかつて古生シダ類の中でももっとも原始的であると考えられていたが、裸子植物と考えられていた Callixlon の根を持つ幹化石についていたものだと確かめられ、前裸子植物（原裸子植物）とされるようになった。

## ワラビ巻き

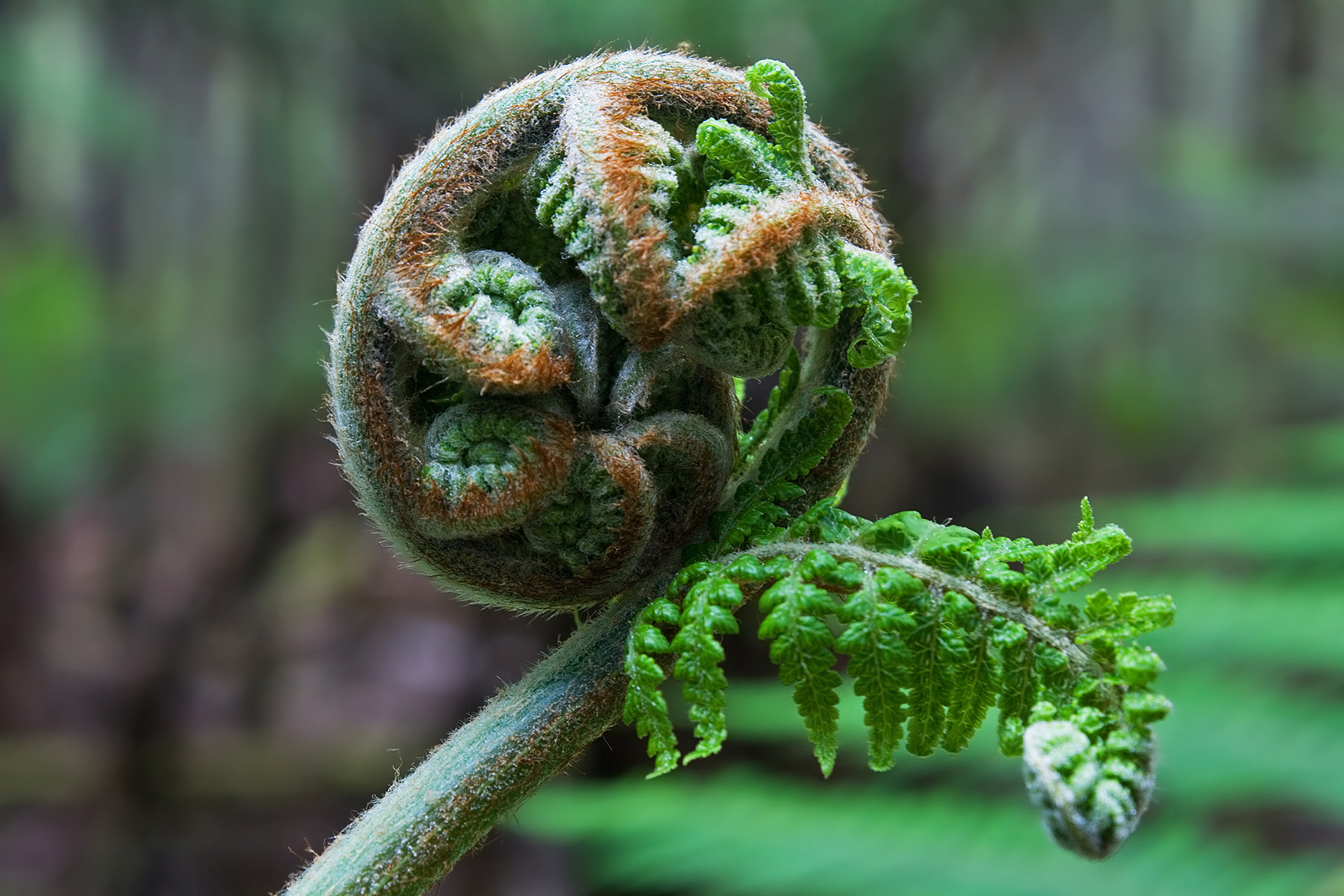
のワラビ巻き

リュウビンタイ類や薄嚢シダ類の大部分の若い葉は巻いている。この若い葉が先端部分を内側にして巻いた状態をワラビ巻き（蕨巻き、フィドルヘッド:fiddlehead）と呼ぶ。ほとんどの被子植物や裸子植物、小葉植物やコケ植物の葉は何れもワラビ巻きにならないが、単葉の大葉シダ植物であるノキシノブ Lepisorus thunbergianus やアツイタ Elaphoglossum yoshinagae でもワラビ巻きを形成する。ゼンマイでは、ワラビ巻きが完成するのに5年かかり、葉原基の向軸側の葉軸の細胞数が背軸側よりも少ないことでワラビ巻きになっていることが分かっている。
ワラビ巻きは、葉の細胞における不均等な分裂活性の維持により形成される可能性があると考えられている。1型 KNOX 遺伝子は茎頂分裂組織の形成と維持に機能する遺伝子で、これが葉原基に過剰に発現することで葉原基が分化せずに茎頂分裂組織のように細胞分裂を維持することが原因であるかもしれないと指摘されている。トマトの2回羽状複葉で1型 KNOX 遺伝子を過剰に発現させると、3回羽状複葉や4回羽状複葉になり、若い葉はワラビ巻きになる。
また、モデル植物である薄嚢シダ類のリチャードミズワラビ Ceratopteris richardii からCrLFY1、CrLFY2と呼ばれる2遺伝子がクローニングされている。これは、シロイヌナズナ Arabidopis thaliana およびキンギョソウ Antirrhinum majus において花序分裂組織の側方に発生する分裂組織が花芽分裂組織としてのアイデンティティを獲得するプロセスにおいて働く転写因子として同定されたLEAFY/FLORICAULA をコードする LFY の相同遺伝子である。CrLFY1、CrLFY2のRNAブロットによる発現解析から、胞子体世代の栄養シュートと生殖シュートの茎頂に加え、ワラビ巻き状態の胞子葉でも発現していることが観察された。
被子植物でも例外的にワラビ巻き状の構造を形成することがあると知られており、キソケトン Chisochetonでは複葉が1 m程度になり、数ヶ月に亘り小葉を作り続ける。また、モウセンゴケやハエトリソウの若い葉においても、同様に向軸側に曲がってできる単葉を形成する。ドロソフィルム Drosophyllum では、背軸側にワラビ巻き状に巻く。

## 栄養葉と胞子葉

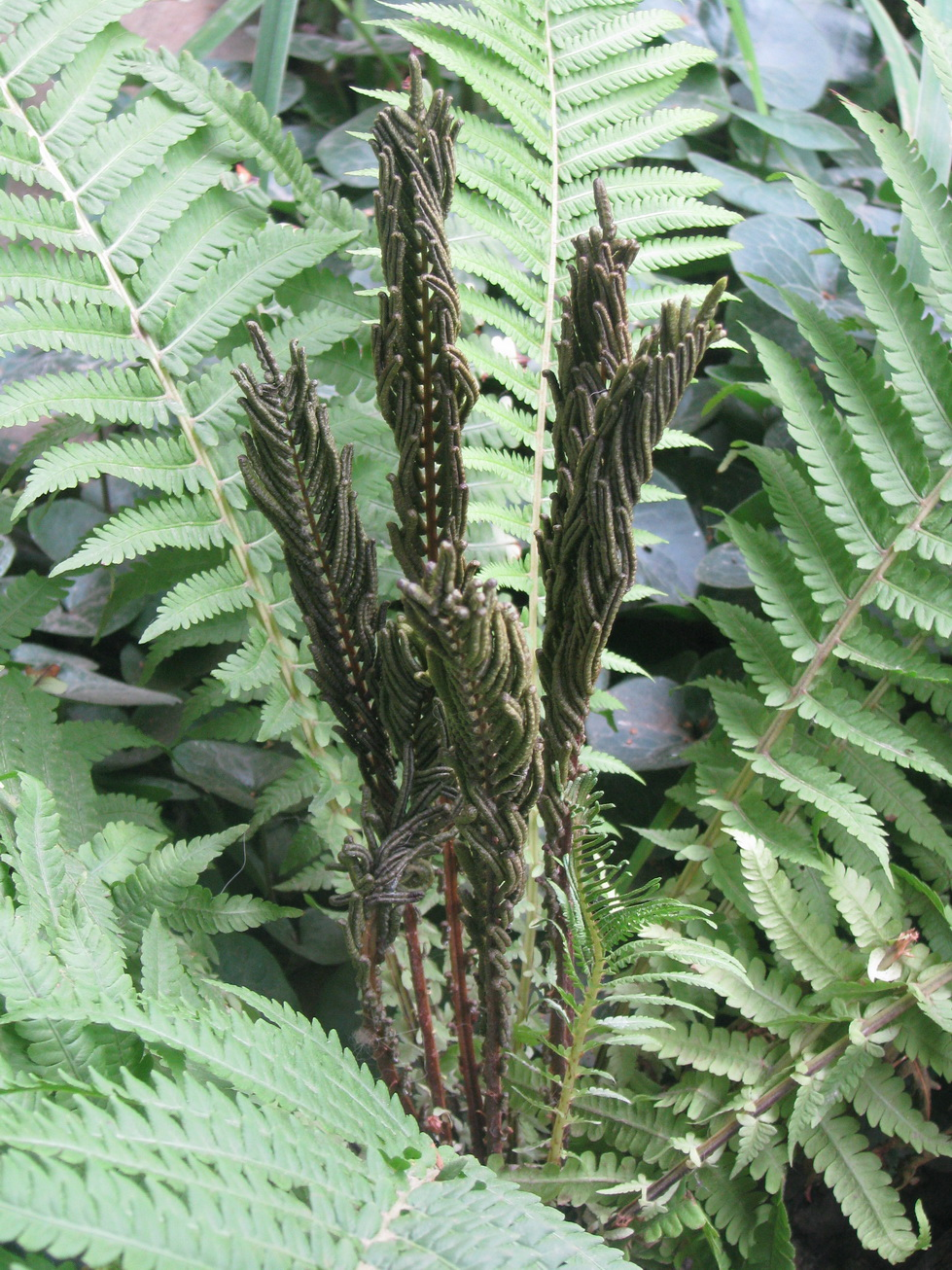
クサソテツ の栄養葉（緑色、外側）と胞子葉（黒色、内側）

シダ類の羽葉において、胞子嚢は葉の背軸面に付き、集まって胞子嚢群（ほうしのうぐん、sorus、ソーラス）を形成する。原シダ類では枝の先端に胞子嚢を付ける。
羽葉の二形性は種によって異なり、二形（にけい、dimorphic）のものでは胞子嚢を付ける胞子葉（ほうしよう、fertile frond、または実葉）と胞子を付けない栄養葉（えいようよう、sterile frond、または裸葉）に分かれる。また、区別のないものは同形（どうけい、monomorphic）、1枚の葉で胞子を付ける羽片と胞子を付けない羽片があるものは部分二形（ぶぶんにけい、hemidimorphic）と呼ばれる。同形のものでも、イノデやオシダの羽葉のようにほぼ完全に同じで条件が良ければすべての葉に胞子嚢群を付けるのに対し、コバノカナワラビやホソバシケシダなどでは胞子嚢をもつ羽葉の方が丈が高く、幅が広くなる。クマワラビやカニクサでは胞子嚢をつけた羽片が小さくなる。
ハナヤスリ類では担栄養体（たんえいようたい、trophophore、または栄養葉）と担胞子体（たんほうしたい、sporophyte、または胞子葉）の基部が合わさって担葉体（たんようたい、phyllomophore、または共通柄、common stalk）となる。

## 葉身の分裂と分岐
大葉シダ植物の葉身は分裂しないこともあり、単葉（たんよう）と呼ぶ。リュウキュウトリノスシダ Asplenium australasicum では長さ2 m近くの大型の単葉を持つ。単葉は全縁のものから、切れ込みがみられるものもある。切れ込みの度合いは浅裂から中裂、深裂、そして全裂までさまざまで、単葉の切れ込みが深くなると中軸に広い翼のつく単羽状葉と区別がつかなくなる。岩槻 (1992)では、少なくとも1対の羽片が完全に独立した葉を単羽状葉（複葉の1つ）と定義している。
羽状分岐において、葉身は様々な程度に分裂する。切れ込みの深さに関して、1/3程度まで切れ込む場合を浅裂、1/3 - 1/2程度まで切れ込む場合を中裂、1/2 - 3/4程度まで切れ込む場合を深裂、ほぼ完全に切れ込む倍を全裂と呼ぶ。切れ込みが独立して葉状になると複生と呼ばれる。羽片だけが独立するものを単羽状葉（1回羽状葉、1回羽状複生）といい、小羽片が独立すれば複羽状葉という。複羽状葉のうち、小羽片が独立するもののそれ以上は分裂しないものを2回羽状葉、小羽片が細分して2次小羽片ができるものを3回羽状葉、3次小裂片ができるまで分裂するものを4回羽状葉という。最下羽片の最下小羽片のみ著しく発達する場合などは、その部分は無視して表現される。
切れ込み方の差異は分類群によってさまざまで、1つの種でも個体によって切れ込み方に幅があることもある。ノキシノブ属 Lepisorus は単葉で全縁のものが多い。チャセンシダ科やヒメシダ科では単葉のものから3回羽状複葉のものまで変化に富んでいる。オオフジシダ属 Monachosorum では5回羽状にまでなるといわれる。
| 回数＼切込  | 全縁/複生      | 浅裂        | 中裂        | 深裂        | 全裂        |
| ----------- | -------------- | ----------- | ----------- | ----------- | ----------- |
| 単葉        | （全縁の）単葉 | 1回羽状浅裂 | 1回羽状中裂 | 1回羽状深裂 | 1回羽状全裂 |
| 1回羽状複葉 | 1回羽状複生    | 2回羽状浅裂 | 2回羽状中裂 | 2回羽状深裂 | 2回羽状全裂 |
| 2回羽状複葉 | 2回羽状複生    | 3回羽状浅裂 | 3回羽状中裂 | 3回羽状深裂 | 3回羽状全裂 |
| 3回羽状複葉 | 3回羽状複生    | 4回羽状浅裂 | 4回羽状中裂 | 4回羽状深裂 | 4回羽状全裂 |

| 分裂           | 種 | 写真                 |
| -------------- | --- | -------------------- |
| （全縁の）単葉 | ヒトツバ Pyrrosia lingua、クリハラン Neolepisorus ensatus、タキミシダ Anthrophyum obolatum、マメヅタ Lemmaphyllum microphyllum、サジラン Loxoframme duclouxii、クモノスシダ Asplenium ruprechtii、ノキシノブ Lepisorus thunbergianus、アツイタ Elaphoglossum yoshinagae | ヒトツバ             |
| 単葉浅裂       | ムニンホラゴケ Crepidomanes bonicola、マルバコケシダ Didymoglossum bimarginatum、ハカマウラボシ Drynaria roosii |                      |
| 1回羽状中裂    | アミシダ Stegnogramma wilfordii、オオクボシダ Micropolypodium okuboi | オオクボシダ         |
| 1回羽状深裂    | ミヤマウラボシ Selliguea veitchii、エビラシダ Gymnocarpium oyamense、アオネカズラ Goniophlebium niponicum、マメホラゴケ Crepidomanes curzii | アオネカズラ         |
| 1回羽状全裂    | オシャクジデンダ Polypodium fauriei、シシガシラ Spicantopsis niponica、ヤマソテツ Plagiogyria matsumureana | シシガシラ           |
| 1回羽状複生    | キジノオシダ Plagiogyria japonica、ツルデンダ Polystichum craspedosorum、タマシダ Nephrolepis cordifolia、クルマシダ Asplenium wrightii、ヤブソテツ属 Cyrtomium | ツルデンダ           |
| 2回羽状浅裂    | イワヘゴ Dryopteris atrata、イヌイワヘゴ Dryopteris cycadina、キリシマイワヘゴ Dryopteris hangchowensis、ムニンヘツカシダ Bolbitis quoyana | イヌイワヘゴ         |
| 2回羽状中裂    | ミヤマハナワラビ Botrychium lanceolatum、シケシダ Deparia japonica、イワウラジロ Cheilanthes krameri、カラクサシダ Pleurosoriopsis makinoi | シケシダ             |
| 2回羽状深裂    | オニゼンマイ Claytosmunda claytoniana、チチブホラゴケ Crepidomanes schmidtianum、ミヤマシケシダ Deparia pycnosora、オオバショリマ Oreopteris quelpartensis | オニゼンマイ         |
| 2回羽状全裂    | ミヤマベニシダ Dryopteris monticola、アマクサシダ Pteris semipinnata、ヤツガタケシノブ Cryptogramma stelleri、エビガラシダ Cheilanthes chusana | アマクサシダ         |
| 2回羽状複生    | エダウチホングシダ Lindsaea chienii、ゼンマイ Osmunda japonica、ヒメホラゴケ Crepidomanes humile、リュウビンタイ Angiopteris lygodiifolia、ギンシダ Pityrogramma calomelanos                                                                                            | ゼンマイ             |
| 3回羽状浅裂    | アメリカシラネワラビ Dryopteris intermedia、ニセヨゴレイタチシダ Dryopteris hadanoi | アメリカシラネワラビ |
| 3回羽状中裂    | リシリシノブ Cryptogramma crispa、ホクリクハイホラゴケ Vandenboschia hokurikuensis、ケキンモウワラビ Hypodematium glandulosopilosum | リシリシノブ         |
| 3回羽状深裂    | ナガホノナツノハナワラビ Sahashia stricta、オオハイホラゴケ Vandenboschia striata、ウラジロ Diplopterygium glaucum、オクヤマシダ Dryopteris amurensis、キヨスミヒメワラビ Dryopteris maximowicziana                                                                     | ウラジロ             |
| 3回羽状全裂    | リュウキュウオオハイホラゴケ Vandenboschia oshimensis、キタノミヤマシダ Diplazium sibiricum、サクライカグマ Dryopteris gymnophylia | キタノミヤマシダ     |
| 3回羽状複生    | ハコネシダ Adiantum monochlamys、イリオモテシャミセンヅル Lygodium microphyllum、リュウキュウシダ Dryopteris hasseltii、リョウメンシダ Arachniodes standishii | ハコネシダ           |
| 4回羽状中裂    | ヌリワラビ Rhachidosorus mesosorus、キンモウワラビ Hypodematium shingii、ナンタイシダ Dryopteris maximowiczii | キンモウワラビ       |
| 4回羽状深裂    | カンシノブホラゴケ Crepidomanes thysanostomum、キクモバホラゴケ Callistopteris apiifolia、ホウライヒメワラビ Dryopteris hendersonii、シノブ Davalia mariesii | シノブ               |
| 4回羽状全裂    | ホソバナライシダ Arachniodes borealis、ナンゴクナライシダ Arachniodes fargesii |                      |
| 4回羽状複生    | カニクサ Lygodium japonicum、アオガネシダ Asplenium wilfordii、タチシノブ Onychium japonicum | カニクサ             |

分岐は羽状分岐が最も一般的であるが、叉状分岐や単列分岐なども見られる。叉状分岐は頂端が等分され、二叉ずつ分かれていく分岐で、単裂分岐は二叉の1片が交互に退化し、羽状に見える分岐である。カンザシワラビ Schizaea dichotoma は二叉分岐（叉状分岐）を行う。コブランは単葉だが、二叉分岐する。稀に先端がミヤコジマハナワラビ Helminthostachys zeylanica は2回三出複葉である。クジャクシダ Adiantum pedatum では、側羽片の下側第1小羽片が著しく発達することで葉身が偽叉状（鳥足状）に分岐する。ナチシダ Pteris wallichiana でも鳥足状に分岐する。

## 異形葉
1個体の普通葉において、形状や大きさに顕著な違いがみられる現象を異形葉性（いけいようせい、heterophylly）とよぶ。
水生シダ類であるサンショウモ属 Salvinia では根を持たず、水上に浮かぶ浮葉（ふよう、floating leaf、または浮水葉）と根のように変形した沈水葉（ちんすいよう、submerged leaf、または水中葉）の2種類の葉を持つ。
ハカマウラボシ属 Drynaria やビカクシダ属 Platycerium では、普通葉のほかに、椀状となって根茎を覆う巣葉（そうよう、（または）泥除葉）をもつ。巣葉は初め緑色をしているが、葉緑体を失い褐色となって死細胞からなる。巣葉と基質の隙間に土や枝葉を抱え込むことによって、着生していても肥沃な環境を作り出している。カザリシダ Aglaomorpha では最下の1 - 3対の羽片が巣葉の性質を持ち、それより上の羽片が普通様の性質を持つ、部分的な二形となる。
オシダ科（かつてはツルキジノオ科）のテラトフィルム Teratophyllum では、最初はバチフィル (bathyphylls) と呼ばれる細かく裂けた栄養葉をもち、大きくなるとアクロフィル (acrophyll) と呼ばれる栄養葉を出す。これらの栄養葉とは別に胞子葉を持つ、3つの形態からなる葉を持つ。